# Supergirl (televizijska serija)
Supergirl je američka televizijska serija razvijena od strane Greg Berlanti, Ali Adler i Andrew Kreisberg. Prva sezona se prikazuje na televizijskoj kući CBS, a od druge sezone se seli pod televozijskom kućom The CW gdje tamo biva produljena za treću sezonu.
Zasnovana je na istoimenom DC Comics liku, superheroju DC Comics stripa, vrijeme radnje je isto i kod Arrow serije. Ali se radnja ne dešava na istom planetu.
Serija prati avanture mlade cure Kara Zor-El, kriptonska sestrična Supermana, koja radi kao reporter u C.A.T.C.O. WorldWide Media, a u tajsnosti radi za DEO skupa sa svojom sestrom i štiti National City u ulozi Supergirl.
Serija se emitira od 26. listopada 2015.godine, 12. svibnja 2016. Warner Bros najavljuje da je serija produžena za drugu sezonu, dok 8. siječnja 2017. The CW najavljuje da je produžena za treću sezonu.
U Hrvatskoj se serija premijerno po prvi put počinje prikazivati prvu sezonu, 8. siječnja 2018. na Domi TV, drugu sezonu, 22. ožujka 2018. Treću sezonu od 12. veljače 2021. istovremeno na Novoj TV i Domi TV.
Spin-off pod nazivom Superman & Lois premijerno je prikazan u veljači 2021. godine.

## Popis sezona
| Sezona | Sezona | Broj Epizoda | SAD emitiranje      | SAD emitiranje     | Hrvatsko emitiranje | Hrvatsko emitiranje |
| Sezona | Sezona | Broj Epizoda | Premijera sezone    | Finale sezone      | Premijera sezone    | Finale sezone       |
| ------ | ------ | ------------ | ------------------- | ------------------ | ------------------- | ------------------- |
|        | 1.     | 20           | 26. listopada 2015. | 18. travanj 2016.  | 8. siječnja 2018.   | 20. veljače 2018.   |
|        | 2.     | 22           | 10. listopada 2016. | 22. svibnja 2017.  | 22. ožujka 2018.    | 20 travnja. 2018.   |
|        | 3.     | 23           | 9. listopada 2017.  | 23. lipnja 2018.   | 12. veljače 2021.   | 24. veljače 2021.   |
|        | 4.     | 22           | 14. listopada 2018. | 19. svibnja 2019.  | 5. lipnja 2021.     | 15. kolovoza 2021.  |
|        | 5.     | 19           | 6. listopada 2019.  | 17. svibnja 2020.  | 20. rujna 2022.     | 9. listopada 2022.  |
|        | 6.     | 20           | 30. ožujka 2021.    | 9. studenoga 2021. | 18. srpnja 2023.    | 2. kolovoza 2023.   |

## Glumačka postava

### Glavni likovi
- Melissa Benoist kao Kara Zor-El / Kara Danvers / Supergirl
- Mehcad Brooks kao James Olsen / Guardian
- Chyler Leigh kao Alex Danvers
- Jeremy Jordan kao Winslow "Winn" Schott Jr.
- David Harewood kao J'onn J'onzz / Martian Manhunter
- Calista Flockhart kao Catherine "Cat" Grant
- Chris Wood kao Mon-El / Mike Matthews

### Sporedni likovi
- Floriana Lima kao Maggie Sawyer
- Katie McGrath kao Lena Luthor
- Odette Annable kao Samantha Arias / Reign

## Vanjske poveznice
- Službena stranica na cwtv.com (engl.)
- Službena stranica na warnerbros.com (engl.)
- Službena stranica na domatv (hrv.)
- Supergirl u internetskoj bazi filmova IMDb-a (engl.)
- Supergirl na facebook.com (engl.)